# Nauki podstawowe
Nauki podstawowe (nauki czyste) – obszar badań naukowych prowadzonych dla zrozumienia podstaw wszystkich nauk bez nastawienia na praktyczne rozwiązanie określonego problemu, np. w technice czy przemyśle.
W historii rozwoju nauk podstawowych istnieją liczne przykłady przełomowych odkryć (np. w fizyce lub chemii), które zostały dokonane bez dużych nakładów finansowych. Jednak współcześnie prowadzenie badań podstawowych jest zwykle bardzo kosztowne, a nie gwarantuje szybkiego zwrotu nakładów. Z tego powodu są one prowadzone najbardziej intensywnie w krajach wysoko rozwiniętych gospodarczo skłonnych do finansowania programów długofalowych.
W krajach uboższych (np. krajach Trzeciego Świata) większą wagę przywiązuje się do rozwoju nauk stosowanych, których celem jest rozwiązywanie problemów doraźnych. Środki finansowe (często środki firm prowadzących działalność gospodarczą) są przeznaczane np. na badania ukierunkowane na optymalizację znanych procesów technologicznych (np. zwiększenie wydajności, obniżenie kosztów, poprawienie jakości produktów).
Opracowanie nowej koncepcji technologicznej lub technicznej zwykle wymaga postępu badań podstawowych. W wielu przypadkach takie badania są prowadzone w dziedzinach nauki nie związanych z technologią, w której znajdują zastosowanie. Ilustruje to przykład odkrycia techniki RTG zastosowanej w czasie I wojny światowej w polowych stacjach rentgenowskich prowadzonych przez Marię Skłodowską-Curie. Przykład przytoczył Joseph John Thomson (odkrywca elektronu) w 1916 roku:

A jak tę metodę odkryto? Nie było to wynikiem badań w naukach stosowanych, zamierzających znaleźć lepszą metodę umiejscawiania ran od kuli. Takie badania mogły tylko spowodować zmodyfikowanie sondy chirurgicznej i trudno sobie wyobrazić, żeby doprowadziły one do odkrycia promieniowania rentgenowskiego. Nowa metoda powstała dzięki badaniom, których celem było odkrycie natury elektryczności.